# Cincelador

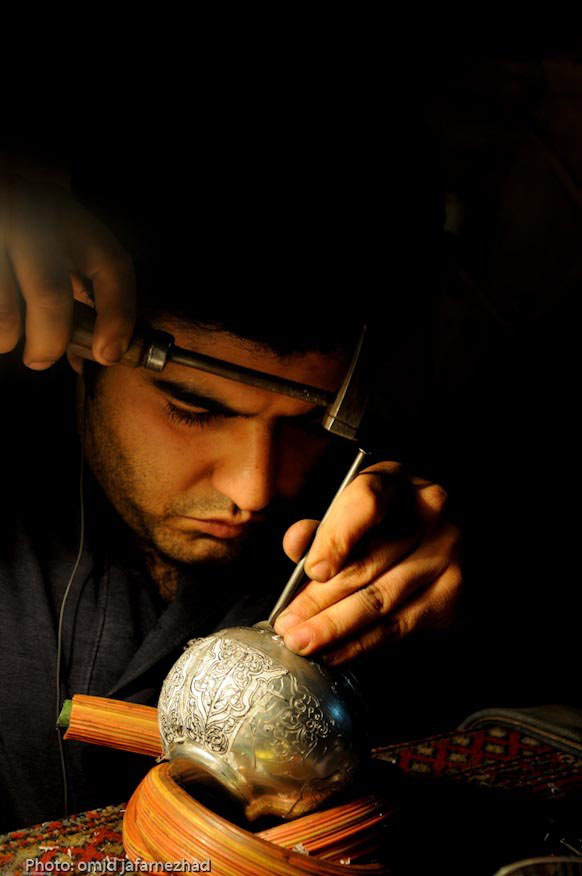
Cincelador iraní trabajando

Se llama cincelador a dos tipos de trabajadores que ejecutan obras diferentes.
- Uno es el que repara las piezas que han sido amoldadas en metal pero cuyos dibujos no han podido salir del molde de un modo perfectamente correcto. Este tipo de cinceladores se ejercitan, por ejemplo, sobre los bronces que se quieren dorar, tales como péndulos, brazos de chimenea, candeleros, morillos de hogar, etc.: se llaman cinceladores reparadores.

- El otro tipo merecería el nombre de cincelador con exclusividad: toma una plancha delgada de metal y, a fuerza de trabajo y de buen gusto, forma el diseño que se propone ya sea en relieve, a medio relieve, o a bajorrelieve. Para el bajorrelieve, por ejemplo, el cincelador después de haber pasado por el fuego su plancha para ablandarla, dibuja toscamente los contornos de su diseño. Por medio del yunque, del tas, de las bigornetas y del martillo embate las partes que deben ser más salientes. En seguida, tras haber hecho reconocer la pieza de nuevo, la pone en cimento.

El cimento es una pasta compuesta de cera, resina y ladrillo pulverizado y pasado por el tamiz. El cimento es tanto más duro cuanto más ladrillo y menos cera contiene, y viceversa. El cincelador llena los vacíos de su pieza con cimento y la coloca sobre el mandril, después de haberla hecho calentar suficientemente para que el cimento pegue bien. Pone una cantidad bastante grande de cimento para que su obra se haga sin dificultad. Hay mandriles de diferentes formas y apropiados a las diversas piezas que han de ser trabajadas. Coloca en seguida el mandril sobre la bala vacía y a tornillo, lo que le da libertad de inclinar su objeto en diferentes sentidos para la facilidad del trabajo.
Hecho esto, y después de haber dibujado correctamente su diseño por medio de los cincelitos —de los cuales tiene un surtido completo— y del martillo, hunde a pequeños golpes todas las partes que deben ser huecas y da a su objeto la perfección que desea o la que es capaz de darle. El cimento debe ser lo bastante duro para resistir los martillazos y, al mismo tiempo, bastante blando para no oponer una resistencia excesiva. Concluye su obra limando en los sitios que se necesite. Estas limas tienen formas particulares y variadas y reciben el nombre de escofinas. Para finalizar, lo bruñe con el bruñidor y quita su pieza de encima del cimento por medio del calor.
Tanto el cincelador reparador como el cincelador propiamente dicho utilizan una gama de cincelitos, de escofinas y de bruñidores: las mismas herramientas sirven para ambos. La principal diferencia es que se utiliza el cimento solo con las piezas pequeñas. Las piezas grandes son de bronce grueso que tiene toda la consistencia necesaria para resistir los martillazos. El cincelador reparador emplea los buriles, las puntas de diferentes formas y las limas más que el otro. Le es preciso quitar la materia para hacer los vacíos, al paso que el cincelador los hace hundiéndolos en el cimento. Aunque el uno y el otro emplean los cincelitos, la forma de estas herramientas no es la misma: las del cincelador reparador son cortantes, mientras que las del otro son romas.